# Andreas Horn (Politiker)

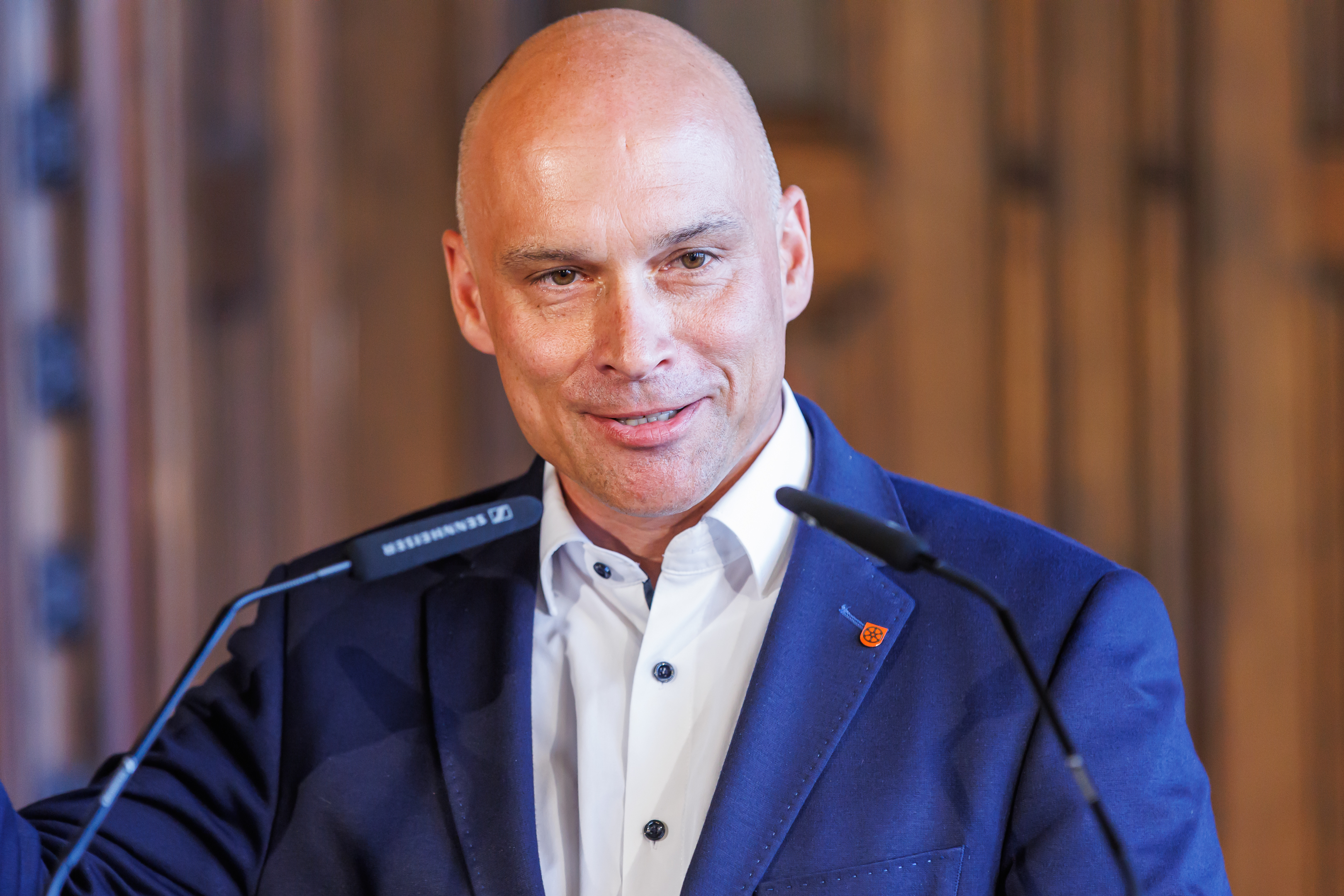
Horn (2024)

Andreas Horn (* 17. Juli 1974 in Erfurt) ist ein deutscher Kommunalpolitiker (CDU). Bei den Kommunalwahlen in Thüringen 2024 wurde er zum Oberbürgermeister von Erfurt gewählt.

## Leben und politische Laufbahn
Horn studierte nach dem Abitur Rechtswissenschaften an der Friedrich-Schiller-Universität Jena. Anschließend arbeitete er als Rechtsanwalt und wurde 2019 Beigeordneter für Sicherheit und Umwelt der Stadt Erfurt. Bei der Landtagswahl in Thüringen 2014 trat er für die CDU im Wahlkreis Erfurt IV an und erreichte dort mit 27,6 % der Stimmen den zweiten Platz hinter André Blechschmidt (Die Linke). Am 9. Juni 2024 setzte sich Horn bei den Oberbürgermeisterwahlen in Erfurt in der Stichwahl mit 64,2 % der Stimmen gegen den amtierenden Oberbürgermeister Andreas Bausewein (SPD) durch.
Horn ist Vorstandsvorsitzender des Perspektiv e.V. Der Verein engagiert sich in der Kinder- und Jugendhilfe, insbesondere bei der Unterstützung von Mädchen und jungen Frauen.